# Últimos días en La Habana
Pour plus de détails, voir Fiche technique et Distribution.
Últimos días en La Habana est un film cubain réalisé par Fernando Pérez, sorti en 2016.

## Synopsis
L'histoire d'un homme atteint du sida à La Havane.

## Fiche technique
- Titre : Últimos días en La Habana
- Réalisation : Fernando Pérez
- Scénario : Fernando Pérez et Abel Rodríguez
- Photographie : Raúl Pérez Ureta
- Montage : Sergio Sanus
- Production : Danilo León, José María Morales et Ana Victoria Pérez
- Société de production : Besa Films et Wanda Visión S.A.
- Pays :  Cuba et  Espagne
- Genre : Drame
- Durée : 93 minutes
- Dates de sortie : 
  -  Cuba : 17 mars 2016

## Distribution
- Jorge Martínez : Diego
- Gabriela Ramos : Yusisleydis
- Yailene Sierra
- Patricio Wood : Miguel

## Distinctions
Le film a été présenté hors compétition à la Berlinale 2017.
Il a été nommé au premio Ariel du meilleur film latino-américain.